# Олесњица
Олесњица (пољ. Oleśnica) град је у Пољској у Војводству доњошлеском. По подацима из 2012. године број становника у месту је био 37 334.

## Становништво
| 2012.  |
| ------ |
| 37 334 |

## Партнерски градови
- Варендорф, Хрудим